# Gentiane des marais
Gentiana pneumonanthe
Espèce
Classification phylogénétique
La Gentiane des marais ou Gentiane pneumonanthe (Gentiana pneumonanthe) est une plante herbacée vivace de la famille des Gentianacées. 

## Description
Haute de 10 à 60 cm (parfois plus), sa tige porte des feuilles linéaires, longues de 25 à 40 mm et des fleurs bleu vif, rayées de vert à l'extérieur, parsemées de taches arrondies à l'intérieur. Les fleurs font environ 4 cm de long. Elles sont pédonculées, alternes et solitaires à l'aisselle des feuilles supérieures La plante fleurit de juin à octobre selon la localisation.

## Écologie
Elle est la plante hôte d’un petit papillon de la famille des Lycaenidae, l’Azuré des Mouillères (Phengaris alcon).

## Distribution
Europe et Asie tempérées. Elle est présente dans la Fagne wallonne (Belgique francophone). En France elle est assez répandue surtout dans l'Ouest, la moitié nord et le Massif central, jusqu'à l'étage montagnard. Elle est très rare dans le Sud-Est, la région méditerranéenne et disséminé çà et là ailleurs. Elle est en régression, principalement en plaine en raison de la disparition des zones humides. Elle est commune dans les tourbières d'altitude et les prés humides tourbeux du Massif central. Dans l'Est de la France Jura, Alpes, Corse elle est remplacée par la gentiane asclépiade qui atteint l'étage subalpin.

## Statut de protection
Cette plante est protégée dans de nombreuses régions de France et en Belgique.

## Galerie

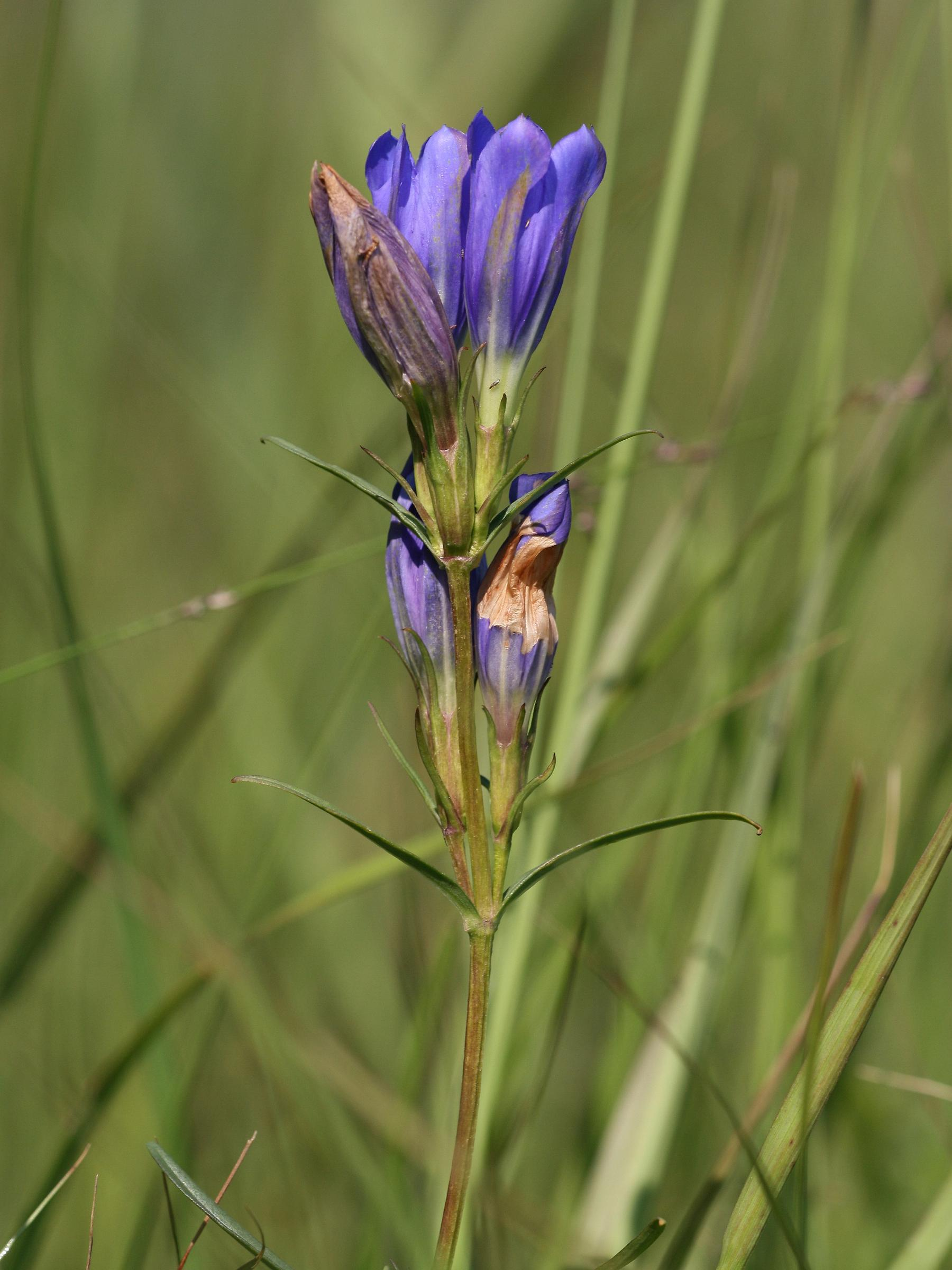
Inflorescence.
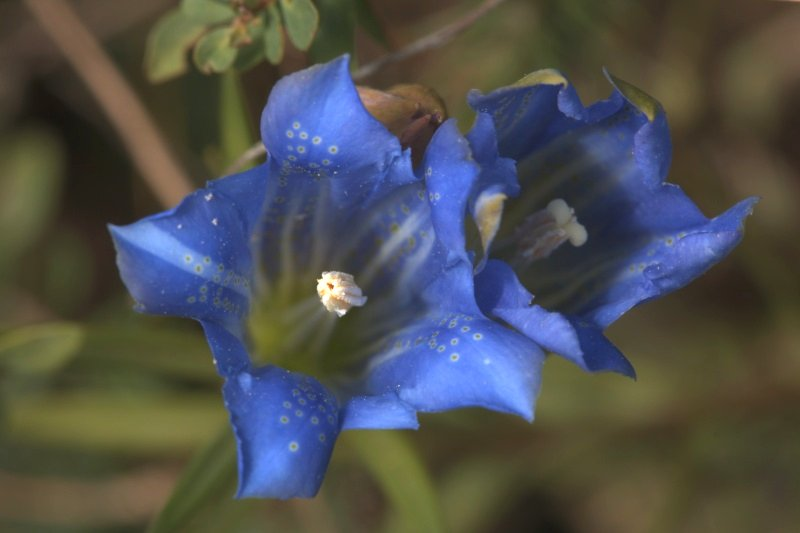
Fleurs.
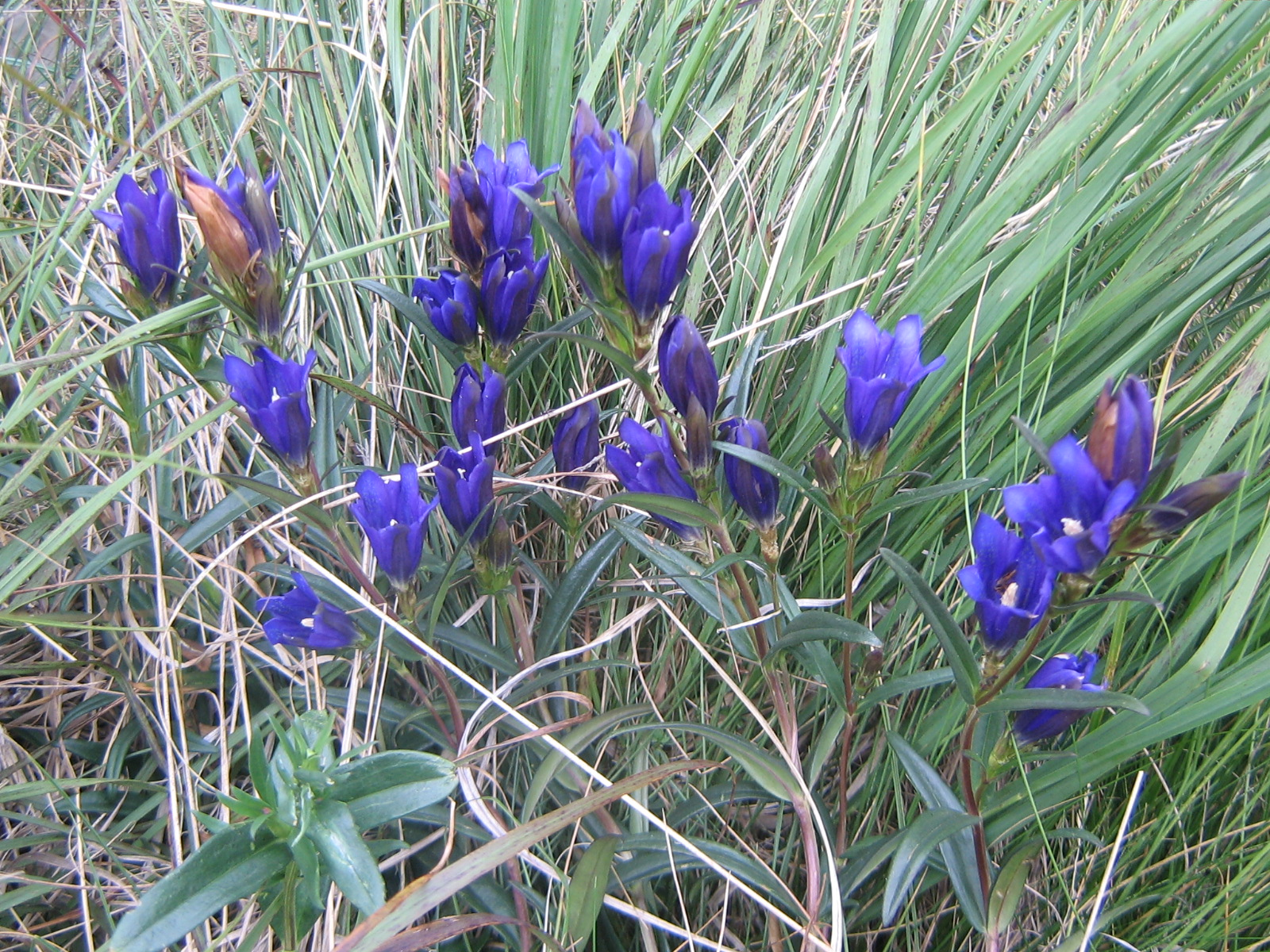
Ensemble de gentianes pneumonanthes sur les bords du lac de Saint-Andéol (Aubrac).
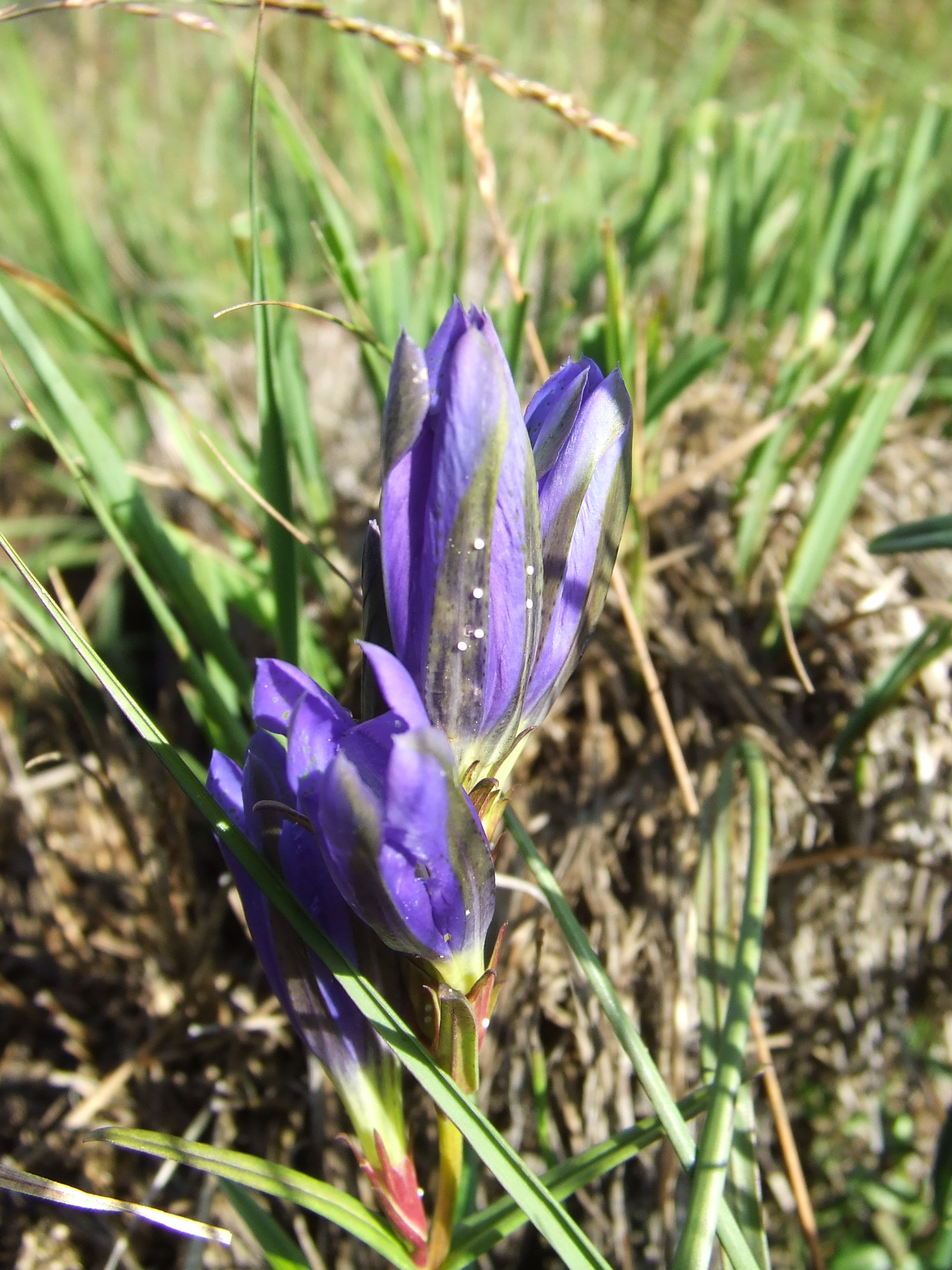
Gentiane pneumonanthe avec des œufs du papillon Phengaris alcon. Prairie humide, Réserve naturelle des sagnes de La Godivelle, département du Puy-de-Dôme, Auvergne, France.